# فلوتمتامول (۱۸F)
فلوتمتامول (۱۸F) (با نام تجاری Vizamyl، توسط جی‌ای هلث‌کر) یک رادیودارو PET اسکن حاوی رادیونوکلئید فلوئور-۱۸ است که به عنوان یک ابزار تشخیصی برای بیماری آلزایمر استفاده می‌شود.

## عوارض جانبی
عوارض جانبی فلوتمتامول شامل سردرد، حالت تهوع، سرگیجه، گرگرفتگی و افزایش فشار خون است.

## سازوکار عمل
این ماده پس از تزریق داخل وریدی، در پلاک‌های آمیلوئید بتا در مغز بیمار تجمع می‌یابد، بنابراین از طریق برش‌نگاری با گسیل پوزیترون (PET) قابل مشاهده می‌شود.